# Borsja (Fluss)
Die Borsja (russisch Борзя) ist ein 304 km langer rechter Nebenfluss des Onon in Transbaikalien (Russland, Asien).

## Verlauf
Die eigentliche Borsja entsteht in knapp 900 m Höhe beim Dorf Onon-Borsja an der Südflanke des parallel zum Borschtschowotschnygebirge verlaufenden Kukulbeigebirges aus den Quellbächen Sakljutschnaja Borsja von rechts und Saretschnaja Borsja von links. Beide sind unter 10 Kilometer lang und entspringen in den Kammlagen des Bergzuges bei 1100 bis 1200 Meter Höhe. Die Borsja fließt in zunächst vorwiegend südwestlichen Richtungen in einem weiten, teilweise versumpften Tal durch die relativ trockenen Steppen Transbaikaliens (Dauriens). Im Unterlauf wendet sie sich nach Norden und mündet schließlich in 580 m Höhe nördlich des Dorfes Ust-Borsja in den Onon, einen der Quellflüsse des Amur. Die Borsja ist in Mündungsnähe knapp 30 Meter breit, gut einen Meter tief, und die Fließgeschwindigkeit beträgt 0,4 m/s.
Die Borsja hat keine bedeutenden Zuflüsse. Auf ihrem gesamten Verlauf durchfließt sie die Region Transbaikalien.

## Hydrographie
Das Einzugsgebiet der Borsja umfasst 7080 km². Die Borsja gefriert zwischen Mitte November und Anfang April teilweise bis zum Grund durch. In den Sommermonaten kommt es nach starken Niederschlägen zu Hochwasser, in trockenen Jahren kann der Fluss dagegen austrocknen. Die mittlere Wasserführung beträgt 2,8 m³/s.

## Infrastruktur
Die Borsja ist nicht schiffbar.
Einziger größerer Ort ist am Mittellauf die nach dem Fluss benannte Stadt Borsja. Hier wird der Fluss von der Eisenbahnstrecke überquert, die von der Station Karymskaja an der Transsibirischen Eisenbahn über die Grenze bei Sabaikalsk in die Volksrepublik China führt (ursprünglich Chinesische Osteisenbahn und Stammstrecke der Transsib). Auch die der Bahnstrecke folgende Fernstraße A166 überquert bei Borsja den Fluss. Auch das sonstige durchflossene Gebiet ist relativ gut von Straßen erschlossen: an mehreren Stellen wird der Fluss von Straßenbrücken überquert; die Regionalstraße R430 Nertschinski Sawod–Borsja–Solowjowsk (Grenze zur Mongolei) folgt dem Ober- und Mittellauf des Flusses auf weiten Strecken.